# Pulau Kidak
Pulau Kidak is een bestuurslaag in het regentschap Musi Rawas van de provincie Zuid-Sumatra, Indonesië. Pulau Kidak telt 2119 inwoners (volkstelling 2010).